# Wincentyna
Wincentyna – imię żeńskie pochodzenia łacińskiego, jeden z żeńskich odpowiedników imienia Wincenty (łac. vincens – zwyciężający). 
Wincentyna imieniny obchodzi 28 czerwca i 26 grudnia. 
Znane osoby noszące imię Wincentyna:
- Wincentyna Karska – polska ziemianka

Zobacz też: (366) Vincentina.